# Ruine Alt-Gutrat
Die Ruine Alt-Gutrat (auch Rossstall genannt) ist die Ruine einer Felsenburg nordwestlich des Weges, der zur Burgruine Gutrat im Gemeindegebiet von Hallein bei Au führt.
Die ehemalige Burg liegt versteckt im Wald auf einem Felsen in der Nähe der Burgruine Gutrat. Der Fels, auf dem sie errichtet ist, fällt auf der nordöstlichen Seite senkrecht ab, vom Westen her lässt er sich aber leicht besteigen. Um die Ruine zu finden, muss man ca. 200 m vor der Burgruine Gutrat in nordwestlicher Richtung vom Weg abbiegen; ein Weg ist nicht vorhanden, aber durch den lockeren Buchenwald kann man ohne Probleme gehen.
Die Geschichte von Alt-Gutrat ist weitgehend unbekannt. Sie dürfte im 12. Jahrhundert am Tuval (später: Gutratsberg) in 622 m Höhe auf einem Felssporn errichtet worden sein. Erkennbar sind noch Reste eines rechteckigen Turms, von dem in der Südwest-Ecke einige Quadratmeter Quadermauerwerk erhalten sind. An den Turm schloss sich eine Ringmauer bis zum Felsabbruch. In Richtung Westen fällt das Gelände flach ab, wobei hier vermutlich eine Vorburg stand. Es finden sich hier Wasserquellen, die für die Wahl des Bauplatzes wichtig  waren. Das Mauerwerk ist nicht für den Bau der späteren Burg Gutrat verwendet worden. Daher wird angenommen, dass im 12. bzw. 13. Jahrhundert beide Burgen nebeneinander bestanden haben.

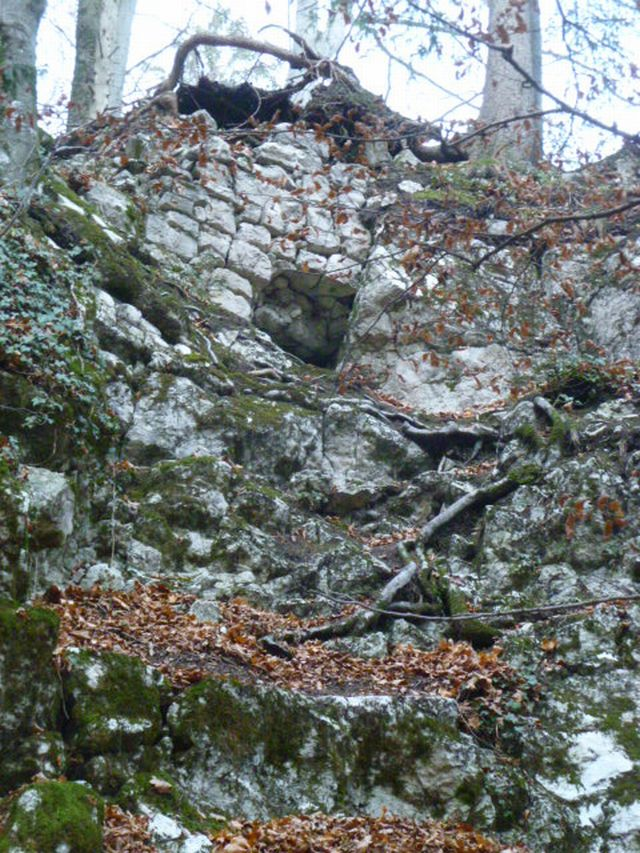
Ruine Alt-Gutrat: Mauerwerk der Außenmauer
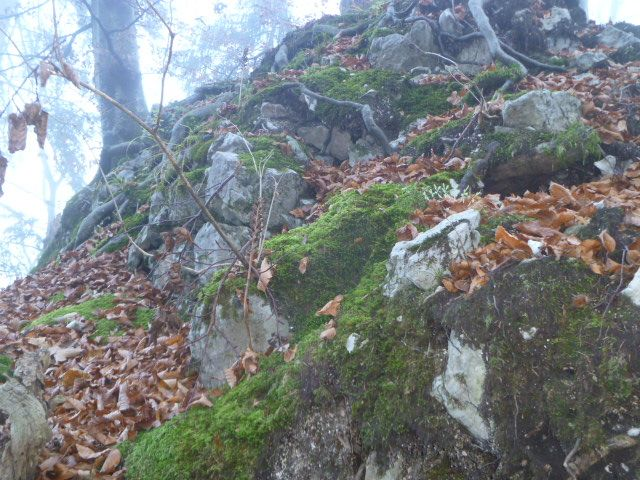
Ruine Alt-Gutrat: Aufstieg zum früheren Bergfried
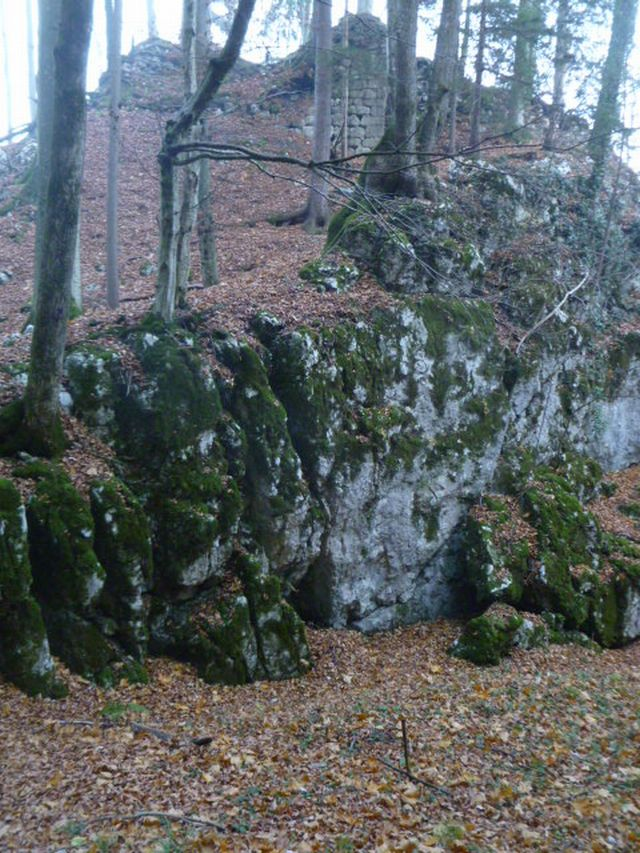
Ruine Alt-Gutrat: Blick zur Ringmauer
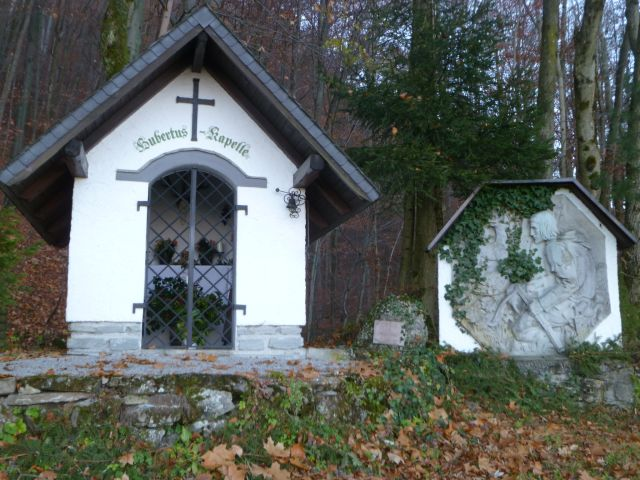
Hubertuskapelle auf dem Weg zur Ruine Alt-Gutrat